# 1888 au Canada
Pour un article plus général, voir Chronologie du Canada.
Cet article traite des événements qui se sont produits durant l'année 1888 au Canada.
L'année 1888 a vu, au Canada :

## Événements
- 11 au 14 mars : Grand blizzard de 1888 qui frappa l'est des États-Unis et les Provinces maritimes.
- Construction du pont suspendu de Capilano à Vancouver.

### Politique
- 19 janvier : Thomas Greenway devient Premier ministre du Manitoba, remplaçant David Howard Harrison.
- 11 juin : Frederick Stanley devient gouverneur du Canada.
- 20 - 30 juin : les Territoires du Nord-Ouest reçoivent une Assemblée législative (en) substituée au Conseil du Nord-Ouest. Elle inaugure une politique de propagande pour encourager la colonisation. À partir de 1890, lorsque les États-Unis ne sont plus en mesure d’offrir des concessions de terres gratuites, l’émigration se détourne vers la Prairie canadienne.

- Inauguration du Manège militaire de Québec.

### Sport

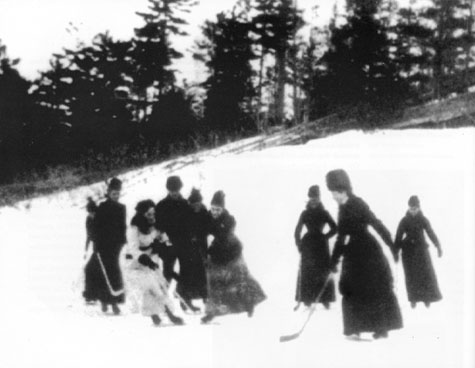
Femmes jouant au hockey dont Isobel Stanley habillée en blanc, la fille du gouverneur Stanley.

- Création du club de hockey les Bulldogs de Québec.
- Louis Rubenstein est champion nord américain du patinage artistique.

### Économie
- 1er juin : inauguration de l'hôtel Banff Springs en Alberta.

### Culture
- Among the millet de Archibald Lampman.
- Le romancier français Jules Verne publie le roman Famille-sans-nom qui est basé sur la Rébellion des Patriotes de 1837.

### Religion
- 4 juin : le gouvernement Honoré Mercier offre de dédommager les jésuites de la saisie de leurs biens par le gouvernement britannique au début du XIXe siècle.
- 22 juin : Le prodige des yeux corroboré par Frédéric Jansoone à Notre-Dame du Cap.

## Naissances
- 18 janvier : Charles Gavan Power, homme politique fédéral provenant du Québec.
- 28 février : George Pearkes, militaire.
- 23 avril : Joseph Georges Bouchard, homme politique fédéral provenant du Québec.
- Georges Vanier, gouverneur général.
- 28 avril : Harry Crerar, général.
- 11 juillet : John Keiller MacKay, lieutenant-gouverneur de l'Ontario.
- 7 septembre : William Bryce, chef du Nouveau Parti démocratique du Manitoba.
- 18 septembre : Archibald Belaney connu sous Grey Owl, protecteur de la nature.
- 24 septembre : Victor Delamarre, homme fort.
- 3 novembre : Oscar L. Boulanger, homme politique fédéral provenant du Québec.
- 2 décembre : M. J. Coldwell, chef du Parti social-démocratique du Canada.

## Décès
- 17 janvier : Big Bear, chef cri.
- 1er mars : Victor Bourgeau, architecte.
- 12 mars : Josiah Burr Plumb, homme politique et président du sénat.
- 21 avril : Thomas White, journaliste et homme politique.
- 24 août : John Rose, homme politique.